# Ті дні (серіал)
«Ті дні» (англ. The days) — серіал японського виробництва про аварію на атомній електростанції «Фукушіма-Даїчі», що трапилася 11 березня 2011 року. Прем'єра відбулася 1 червня 2023 року на стрімінговій платформі Netflix. Знятий на основі реальних подій та свідчень очевидців, зібраних в офіційному звіті про аналіз ядерної аварії на «Фукусімі», «Звіті Йосіди», та книзі «На межі: Внутрішня історія Фукусіма-Даїті».

## Сюжет
Події документального серіалу розгортаються на першій фукусімській АЕС — «Фукусіма-Даїті», коли після землетрусу Тохоку та хвилі цунамі електростанція зазнає пошкодження та втрачає живлення. Серіал розповідає про сім наступних кризових днів та описує дії персоналу станції, Токійської електрокомпанії та уряду Японії.

## В головних ролях
- Кодзі Якусо — Масао Йосіда, директор АЕС «Фукусіма-Даїті»
- Ютака Такенуті  — Мекава, начальник зміни на АЕС
- Фумійо Когіната — прем'єр-міністр Японії
- Каору Кобаясі
- Такума Оту
- Кен Мітцуїсі
- Кеніті Ендо
- Юріко Ісіда
- Ожі Сузука — Кіко Кіріхара

## Список серій
| Серія | Назва                                            | Хронометраж | Дата виходу |
| ----- | ------------------------------------------------ | ----------- | ----------- |
| 1     | Атомна електростанція «Фукусіма-Даїті» затоплена | 48 хв.      | 1.06.2023   |
| 2     | Евакуація непотрібна                             | 53 хв.      | 1.06.2023   |
| 3     | Радіоактивні викиди будуть мінімальними          | 57 хв.      | 1.06.2023   |
| 4     | Це означатиме, що ми відвернулися від Фукусіми   | 56 хв.      | 1.06.2023   |
| 5     | Наша компанія збожеволіла                        | 47 хв.      | 1.06.2023   |
| 6     | Мені не залишити це місце живим                  | 53 хв.      | 1.06.2023   |
| 7     | Визначте умови евакуації                         | 56 хв.      | 1.06.2023   |
| 8     | Сценарій краху Японії                            | 66 хв.      | 1.06.2023   |